# ジェニファー・クリスタル・フォーリー
ジェニファー・クリスタル・フォーリー（Jennifer Crystal Foley、1973年1月26日 - ）は、アメリカ合衆国の女優。

## 出演作品
- かぞくモメはじめました
- Dr.HOUSE　―ドクター・ハウス― シーズン8（レイチェル・タウブ）
- ＮＣＩＳ　～ネイビー犯罪捜査班 シーズン9
- Dr.HOUSE　―ドクター・ハウス― シーズン7（レイチェル・タウブ）
- Dr.HOUSE　―ドクター・ハウス― シーズン6（レイチェル・タウブ）
- ＣＳＩ：１０　科学捜査班
- Dr.HOUSE　―ドクター・ハウス― シーズン5（レイチェル・タウブ）
- Dr.HOUSE　―ドクター・ハウス― シーズン4（レイチェル・タウブ）
- ザ・プラクティス／ボストン弁護士ファイル シーズン6
- NYPD BLUE　～ニューヨーク市警15分署 シーズン5
- リングサイドの帝王／ドン・キング・ストーリー
- ファーザーズ・デイ
- ＥＲ II　緊急救命室 第2シーズン
- 代理人
- レスリー・ニールセンのドラキュラ
- アメリカン・プレジデント
- シティ・スリッカーズ2/黄金伝説を追え